# Pietro Figlioli
Pietro Figlioli (Rio de Janeiro, 29 de maio de 1984) é um jogador de polo aquático brasileiro naturalizado italiano, medalhista olímpico.

## Carreira
Filho do ex-nadador olímpico brasileiro José Sylvio Fiolo, Figlioli começou atuando pelo Brasil, mas depois se mudou para a Austrália, e disputou duas Olimpíadas, em 2004 e 2008 pela equipe australiana.

### Londres 2012
Depois, pela descendência conseguiu a cidadania italiana. Figlioli fez parte do elenco vice-campeão olímpico de Londres 2012.

### Rio 2016
Figlioli integrou a equipe italiana medalha de bronze nos Jogos do Rio de Janeiro.